# Nipponomyia nigrocorporis
Nipponomyia nigrocorporis là một loài ruồi trong họ Pediciidae. Chúng phân bố ở vùng Indomalaya.